# Superbloom
Superbloom es el quinto álbum de estudio de la banda estadounidense de metalcore Silent Planet. Fue lanzado el 3 de noviembre de 2023 a través de Solid State Records y fue producido por Daniel Braunstein. Es el primer álbum que presenta al nuevo bajista de la banda, Nick Pocock.

## Antecedentes y promoción
El 22 de julio de 2022, se estrenó el primer sencillo de Silent Planet, ":Signal:". El 21 de julio de 2023, la banda dio a conocer el segundo sencillo "Antimatter" y su correspondiente vídeo musical.
El 24 de agosto, la banda publicó el tercer sencillo "Collider" y un vídeo musical que lo acompaña. Al mismo tiempo, anunciaron oficialmente el álbum y la fecha de lanzamiento, al tiempo que revelaron la portada del álbum y la lista de canciones. La fecha tiene importancia para la banda ya que, en esa misma fecha de 2022, se vieron involucrados en un grave accidente de furgoneta de gira que hirió gravemente a Garrett Russell, cuyo estado de aturdimiento inspiró en parte la creación del álbum.
El 22 de septiembre, la banda lanzó el cuarto sencillo "Anunnaki" junto con un vídeo musical. El vídeo musical de "Offworlder" fue lanzado el 3 de noviembre de 2023, coincidiendo con el lanzamiento del álbum.

## Lista de canciones
Todas las canciones escritas y compuestas por Silent Planet (Alex Camarena, Garrett Russell, Mitchell Stark) y Daniel Braunstein. 
| N.º | Título                      | Duración |  |
| 1.  | «Lights Off the Lost Coast» | 1:08     |  |
| 2.  | «Offworlder»                | 3:22     |  |
| 3.  | «Collider»                  | 3:41     |  |
| 4.  | «Euphoria»                  | 3:39     |  |
| 5.  | «Dreamwalker»               | 4:09     |  |
| 6.  | «Antimatter»                | 3:41     |  |
| 7.  | «:Signal:»                  | 3:29     |  |
| 8.  | «Anunnaki»                  | 3:01     |  |
| 9.  | «The Overgrowth»            | 3:01     |  |
| 10. | «Nexus»                     | 3:58     |  |
| 11. | «Reentry»                   | 0:51     |  |
| 12. | «Superbloom»                | 5:02     |  |

## Personal
Silent Planet
- Garrett Russell - voz principal
- Mitchell Stark - guitarra, voz gutural
- Nick Pocock – bajo
- Alex Camarena – batería